# أغمات
أغمات مدينة مغربية تاريخية عريقة تقع جنوب وسط المغرب بالقرب من مراكش بها ضريح المعتمد بن عباد قضى بها بقية أيام عمره هو وزوجته اعتماد. تضم هذه الجماعة القروية 22.805 ساكنا (إحصاء 2004)، وتنتمي لإقليم الحوز.

## تاريخ

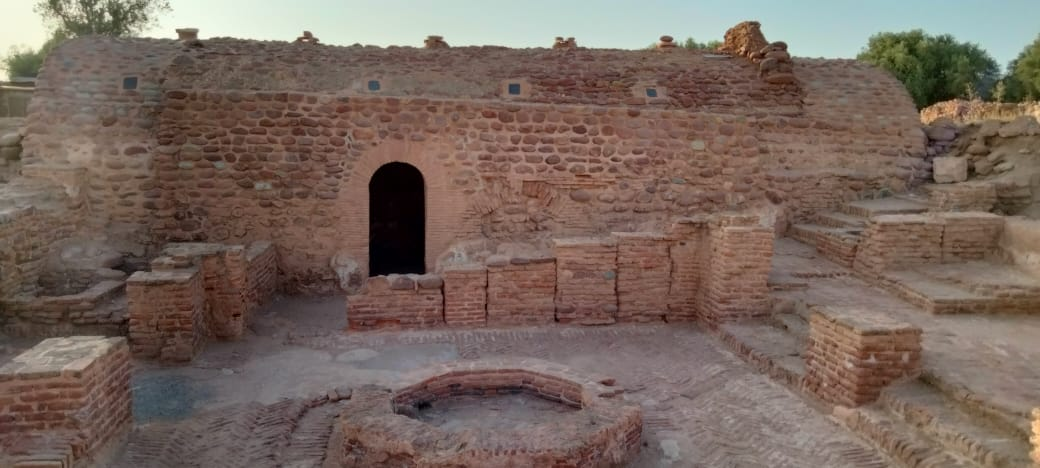
أحد المواقع الأثرية في أغمات

بعد وفاة إدريس الثاني في 828 ، تم تقسيم الدولة بين أبنائه وأصبحت أغمات عاصمة منطقة سوس تحت حكم الأمير الإدريسي عبد الله.
تعدّ مدينة أغمات الأثرية من أهم حواضر المغرب الإسلامي خلال العصر الوسيط الأعلى، إذ يصفها الجغرافيون العرب كقاعدة إدريسية مزدهرة. وخلال القرن الحادي عشر، وصفها الجغرافي أبو عبيد البكري بقوله
«ومدينة أغمات، مدينتان سهليتان إحداهما تسمى أغمات أيلان والأخرى أغمات وريكة... وبها مسكن رئيسهم، وبها ينزل التجار والغرباء، وأغمات أيلان... بلد واسع تسكنه قبائل مصمودة في قصور وديار... وبها أسواق جامعة...»
ونظرا لهذه المكانة المتميزة كعاصمة لإمارة مغراوة وزعيمها لقوت بن يوسف، استقر بها المرابطون أثناء زحفهم نحو المناطق الشمالية ولم يبرحوها إلا بعد اتخاذ قرار تشييد مدينة مراكش سنة 1062م.

### مقرا لإقامة ونفي ملوك الطوائف
على عهد يوسف بن تاشفين اتخذت أغمات مقرا لإقامة ونفي ملوك الطوائف بعد توحيد بلاد الأندلس، خاصة المعتمد بن عباد ملك اشبيلية، و عبد الله بن بلقين ملك غرناطة.

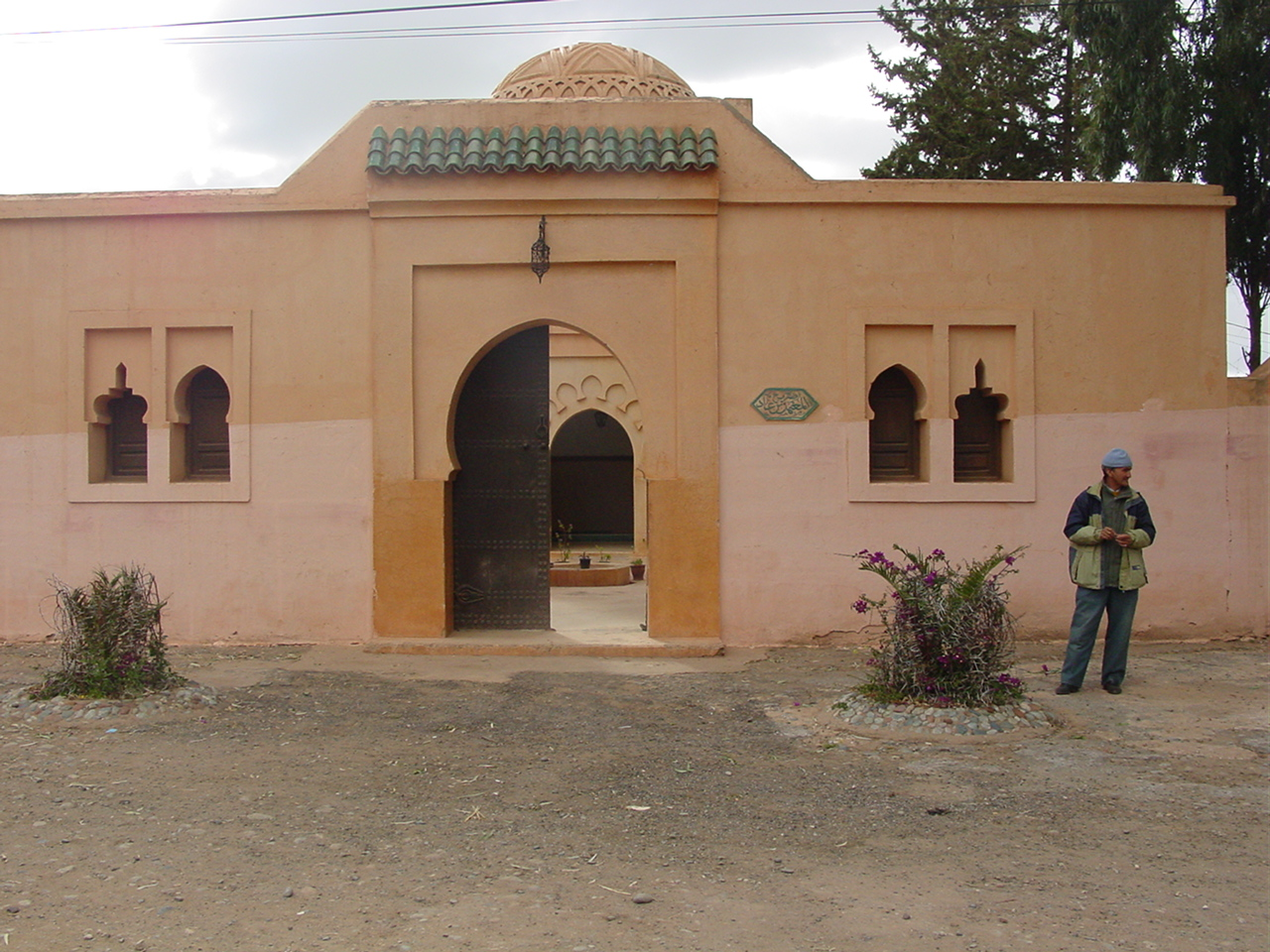
ضريح المعتمد بن عباد في أغمات، المغرب.

في سنة 1970 تم بناء ضريح المعتمد بن عباد الذي يحتضن بالإضافة إلى قبره، قبر زوجته اعتماد الرميكية وابنه، والذي يتشكل من قبة مصغرة طبق الأصل للقبة المرابطية بمراكش تزينها بعض الأبيات الشعرية التي نظمها الأمير الشاعر المعتمد بن عباد في رثاء حاله.

## أعلام
- المعتمد بن عباد
- عبد الله بن بلقين
- زينب بنت إسحاق النفزاوية